# Ahkal Moʼ Nahb II
Ahkal Moʼ Nahb II, còn được gọi là Chaacal II và Akul Anab II (523—570), là một nhà vua Maya của thành phố Palenque. Ông được lên ngôi vào ngày 4 tháng 5 năm 565 cho đến khi ông mất. Ông là cháu trai của Ahkal Moʼ Nahb I và có lẽ là anh trai của Kan Bahlam I.